# معركة فاغرام

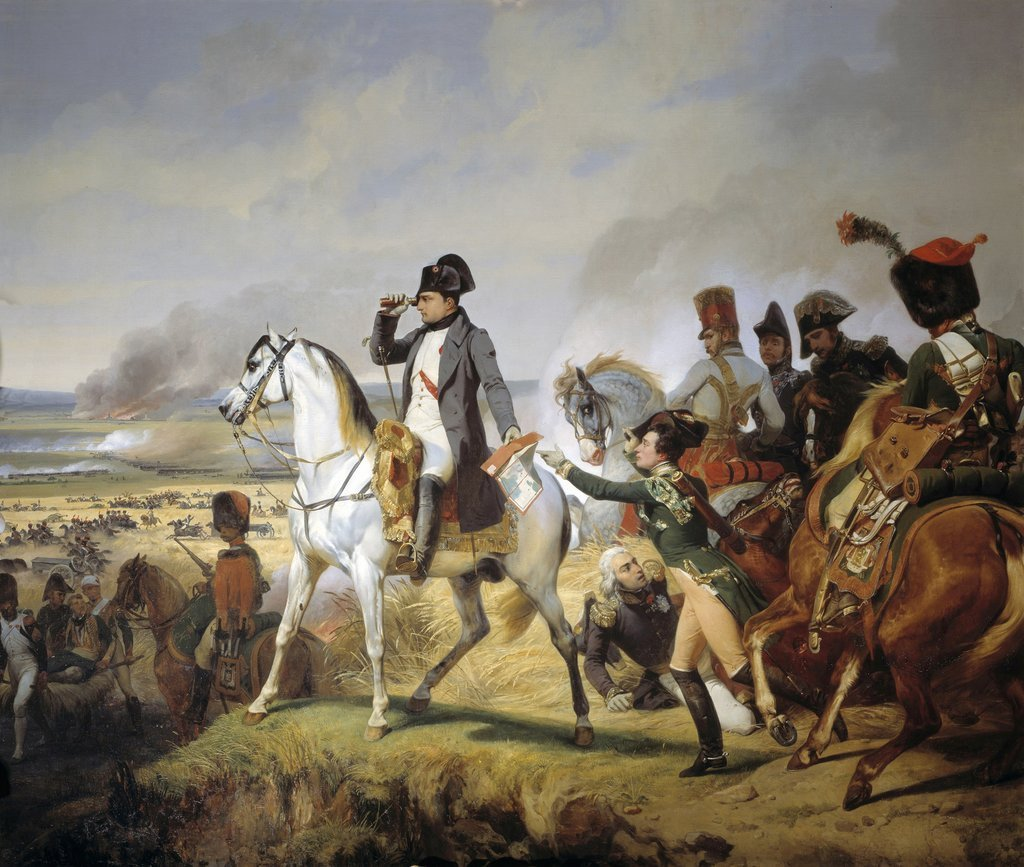
نابليون اثناء مَعركة فاغرام بريشة هوراس فيرنيه

كانت معركة فاغرام (5-6 يوليو 1809) مواجهة عسكرية خلال الحروب النابليونية انتهت بنصر باهظ الثمن، إلا أنه كان نصرًا حاسمًا لإمبراطور فرنسا نابليون بونابرت وجيش الحلفاء ضد الجيش النمساوي الذي كان تحت قيادة الأرشيدوق كارل دوق تيشن. أفضت المعركة إلى تفكك التحالف الخامس، أي التحالف الذي قادته النمسا وبريطانيا ضد فرنسا.
في عام 1809، انحسر الوجود العسكري الفرنسي في اتحاد الراين مع نقل نابليون لعدد من الجنود ليقاتلوا في حرب الاستقلال الإسبانية. نتيجة لذلك، رأت الإمبراطورية النمساوية فرصة لاستعادة بعض مناطق نفوذها السابق وغزت مملكة بافاريا، حليفة فرنسا. بعد تعافيه من مفاجأته الأولية، انتصر نابليون على القوات النمساوية واحتل فيينا في أوائل شهر مايو من عام 1809. على الرغم من سلسلة الهزائم الموجعة وخسارة عاصمة الإمبراطورية، أنقذ الأرشيدوق كارل جيشًا انسحب معه نحو شمال نهر الدانوب. أتاح ذلك للنمساويين مواصلة الحرب. مع قرب نهاية شهر مايو، استأنف نابليون الهجوم ليتكبد هزيمة مفاجئة في مَعْرَكة أسبِيرنْ-إيسِلينج .
استغرق الأمر ستة أسابيع ليحضّر نابليون لهجومه التالي، الذي حشد من أجله 172 ألف جندي فرنسي وألماني وإيطالي على مقربة من فيينا. بدأت معركة فاغرام بعد عبور نابليون لنهر الدانوب على رأس الجزء الأكبر من هذه القوات خلال ليلة 4 يوليو وشنه هجومًا على الجيش النمساوي القوي الذي بلغ قوامه 136 ألف رجل. بعد عبوره النهر بنجاح، حاول نابليون القيام باختراق مبكر وشن سلسلة من الهجمات المسائية ضد الجيش النمساوي. كان النمساويون منتشرين بشكل هزيل في نصف دائرة واسعة، إلا أنهم احتلوا موقعًا قويًا بطبيعة الحال. بعد أن تمتع المهاجمون ببعض النجاح الأولي، استعاد المدافعون اليد العليا وباءت الهجمات بالفشل. مستندًا إلى نجاحه، شن الأرشيدوق فجر اليوم التالي سلسلة هجمات على كامل طول خط المعركة، ساعيًا إلى مهاجمة الجيش المعادي بتكتيك الكماشة. فشل الهجوم ضد الخاصرة اليمنى للجيش الفرنسي إلا أنه كان على وشك كسر الخاصرة اليسرى لنابليون. وعلى الرغم من ذلك، شن الإمبراطور هجومًا مضادًا بإطلاق كتيبة الفرسان التي أوقفت التقدم النمساوي بصورة مؤقتة. ومن ثم أعاد نشر الفيلق الرابع لمنح التوازن لخاصرته اليسرى في حين راح يطبق تكتيك غراند باتري الذي دك يمين النمساويين ووسطهم. انقلب مد المعركة وشن الإمبراطور هجومًا على كامل طول الخط، في حين قاد الماريشال لويس نيكولاس دافو هجومًا أدى إلى قلب الخاصرة اليسرى للنمساويين وكشف موقع كارل. نحو بعد ظهيرة يوم 6 يوليو، اعترف كارل بالهزيمة وقاد الانسحاب، الأمر الذي أحبط محاولات العدو في مطاردتهم. بعد المعركة، بقي كارل قائدًا لقوة متماسكة وقرر الانسحاب نحو بوهيميا. ومع ذلك، لحق به الجيش الكبير في النهاية وسجل نصرًا ضده في معركة زنايم. مع استمرار المعركة المحتدمة،  قرر كارل أن يطلب هدنة، وإنهاء الحرب فعليًا.
مع إصابات بلغ عددها 80 ألفًا، كانت معركة فاغرام التي استمرت ليومين دموية بشكل بارز، وعاد ذلك بصورة رئيسية إلى استخدام 1000 قطعة مدفعية وإنفاق ما يزيد عن 180 ألف طلقة من ذخيرة المدفعية في ساحة معركة مستوية امتلأت بنحو 300 ألف مقاتل. على الرغم من أن نابليون كان المنتصر بصورة لا تقبل الجدل، فقد فشل في تحقيق نصر ساحق وكانت الخسائر النمساوية لا تزيد سوى قليلًا عن خسائر الفرنسيين والحلفاء. ومع ذلك، كانت الهزيمة نكراء كفاية لتحطيم الروح المعنوية للنمساويين الذين فقدوا العزيمة لمواصلة القتال. كانت معاهدة شونبرون الوليدة تعني خسارة سدس رعايا الإمبراطورية النمساوية إضافة إلى بعض المناطق، الأمر الذي جعلها تفقد سواحلها حتى الحملة الألمانية لعام 1813.
بعد المعركة، منح الإمبراطور نابليون للويس ألكسندر بيرتييه، الذي شغل مناصب الماريشال ورئيس الأركان ووزير الحرب ونائب رئيس الشرطة في الإمبراطورية، لقب نصر الأمير الأول لفاغرام، ليجعله عضوًا رسميًا من النبلاء الفرنسيين. كان بيرتييه قد مُنح سابقًا لقب الأمير السيد لنيوشاتل وأمير فالانغين في عام 1806. وأتاح ذلك لأحفاده بأن يحملوا ألقاب أمير وأميرة فاغرام.

## تمهيد

### السياق
في عام 1809، كانت الإمبراطورية الفرنسية الأولى تحتل موقعًا مهيمنًا في القارة الأوروبية. كانت الانتصارات المدوية خلال حروب عام 1805 حتى عام 1807 ضد التحالفين الثالث والرابع قد ضمنت هيمنة قارية مطلقة، إلى حد أنه لم يكن بوسع أي قوة أوروبية أخرى أن تتحدى قوة إمبراطورية نابليون. ومع ذلك، بالرغم من هزيمته للنمسا وإجباره روسيا على الدخول في تحالف غير مستقر وخفض بروسيا إلى رتبة قوة من الدرجة الثانية، فشل نابليون في إرغام المملكة المتحدة على إبرام الصلح. مع السيطرة التامة للبريطانيين على البحار، اختار نابليون شن حرب اقتصادية وفرض النظام القاري ضد الجزر البريطانية في محاولة لتجفيف العلاقات التجارية البريطانية الحيوية مع القارة. ولضمان فعالية النظام القاري، سعى وراء إجبار البرتغال، الشريك التجاري التقليدي لبريطانيا، على مراقبته. وحين فشلت الوسائل الدبلوماسية عام 1808، احتل نابليون البلاد مجبرًا سلالة براغانزا الحاكمة على الفرار من البلاد والبحث عن ملجأ في مستعمرتها الرئيسية، البرازيل. في خطوة ثبت لاحقًا أنها دون تخطيط وسيئة التنفيذ، اختار نابليون تغيير سلالة إسبانيا الحاكمة أيضًا، فاستبدل الملك كارل الرابع بأخيه، جوزيف، الذي أصبح الملك خوسيه الأول ملك إسبانيا. وبالرغم من ذلك، لم يحظ الملك الجديد باستقبال حسنٍ من قبل السكان ومعظم النخبة الحاكمة في البلاد، الأمر الذي أشعل حرب عصابات دموية في كافة أنحاء البلاد. أصبح الموقع الفرنسي في شبه الجزيرة عرضة للخطر بعد معركة بيلين، التي شهدت هزيمة نادرة ومدوية للقوات الفرنسية والتي كانت حدثًا منح تشجيعًا كبيرًا لحزب الحرب النمساوي. مع إجبار نابليون على التدخل شخصيًا وتخصيصه قوات هائلة باستمرار للإسبان، ضعف الموقف العسكري لفرنسا في وسط أوروبا بشدة. وإضافة إلى ذلك، تدهورت العلاقات الفرنسية الروسية، وعلى الرغم من بقاء البلدين حليفين على الورق، فقد كان مستبعدًا أن تلتزم روسيا بجدية بمحاربة أعداء فرنسا في القارة.
كانت الإمبراطورية النمساوية الخصم الرئيسي لفرنسا في أوروبا الوسطى. بعد هزيمتيها في أولم وأوسترليتز في عام 1805 وإجبارها على إبرام صلح بريسبورغ المهين، كان ما يزال لدى النمسا جيش هائل خضع لإصلاحات كبرى في السنوات التي أعقبت أوسترليتز. بحلول عام 1809، كانت الدولة شبه مفلسة ومدركة تمامًا أنها لا تستطيع الاحتفاظ بمكانتها كقوة عظمى إن لم تتمكن من استعادة بعض نفوذها السابق في ألمانيا وإيطاليا. متشجعين بتشوش نابليون في شبه الجزيرة وبالإعانات البريطانية والوعد بالتدخل العسكري في شمال أوروبا، رأى النمساويون أن السياق الأوروبي لعامي 1808 و1809 كان يتيح لهم الفرصة الأمثل لاستعادة المقاطعات المفقودة. وبهدف كسب الحرب ضد الفرنسيين، كانت فيينا تعول على الانتفاضات القومية الضخمة المناهضة للفرنسيين في جميع أنحاء ألمانيا وآملة أن النجاح المبكر قد يقنع بروسيا بالانضمام إلى التحالف الجديد، ومن الجهة الأخرى كانت ترى أن روسيا لن تتدخل على الأرجح لدعم الفرنسيين. تسارعت الاستعدادات العسكرية النسماوية في عام 1808 ومطلع العام 1809، إذ كان يُنتظر حدوث عمليات عسكرية في العديد من مسارح الحرب، من بينها عمليات رئيسية في بافاريا وعمليات جانبية في إيطاليا ودالماتيا وويستفاليا وتيرول وبولندا.